# Овезер
Овезер (фр. Auvézère) је река у Француској. Дуга је 112 km. Улива се у Ил. 